# Macrocentrus cnaphalocrocis
Macrocentrus cnaphalocrocis is een insect dat behoort tot de orde vliesvleugeligen (Hymenoptera) en de familie van de schildwespen (Braconidae). De wetenschappelijke naam van de soort werd voor het eerst geldig gepubliceerd door He & Lou in 1993.